# 愛知県道305号碧南停車場線
愛知県道305号碧南停車場線（あいちけんどう305ごう へきなんていしゃじょうせん）は、愛知県碧南市内にかつて存在した一般県道である。2020年（令和2年）3月31日に廃止され、碧南市に移管された。

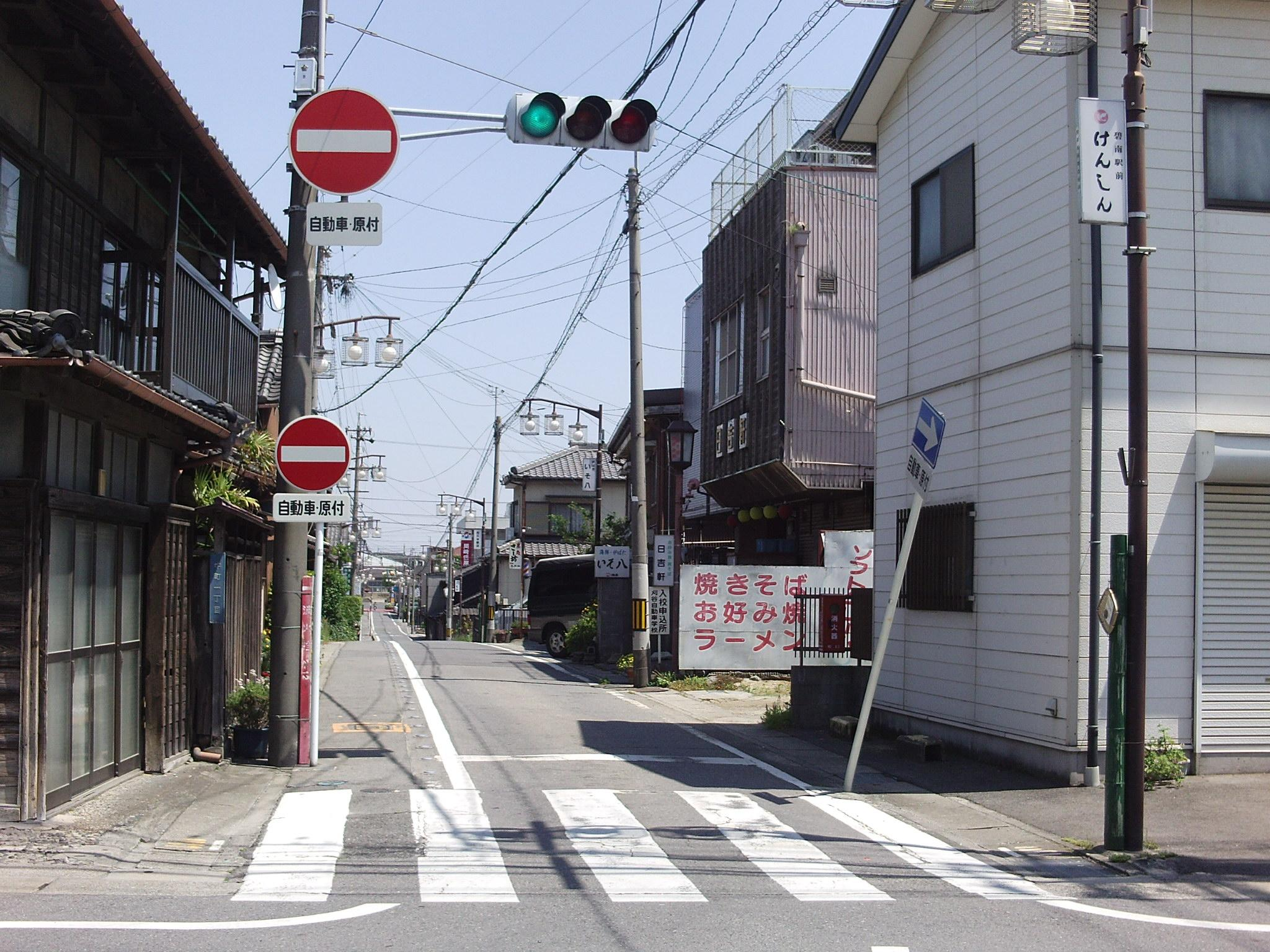
終点から起点方向を望む。起点から全線で西行きの一方通行路。自動車･原付は大浜街道側からは進入できない。

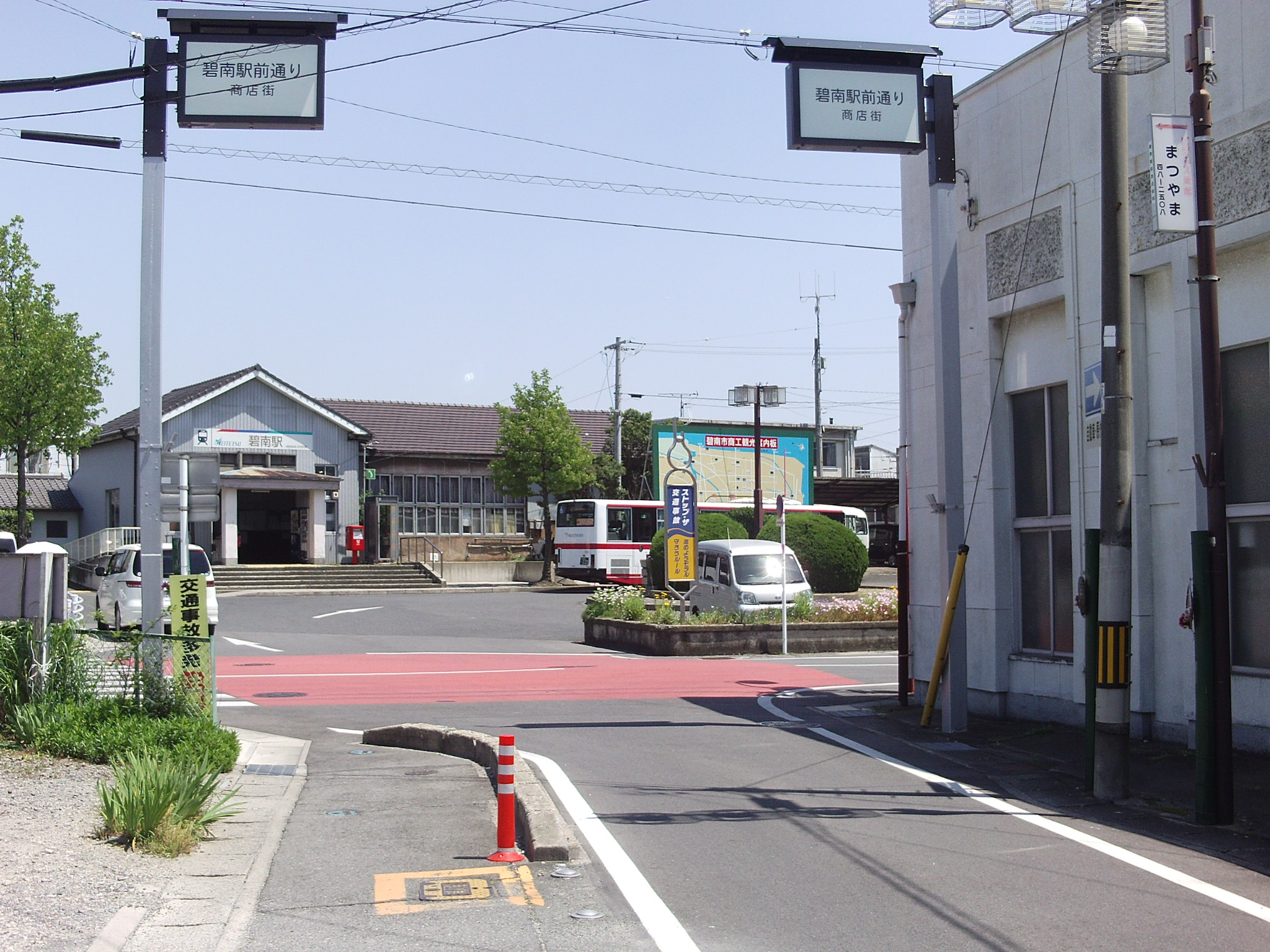
起点碧南停車場を望む。この県道は碧南駅前通りと呼ばれる商店街。数件の飲食店などが軒を連ねる。

## 概要

### 路線データ
- 起点：碧南停車場
- 終点：愛知県碧南市中町
- 全長：約300m

## 沿革
- 1959年12月15日　‐ 認定
- 2020年3月31日　‐ 廃止[1]

## 接続する道路
- 愛知県道43号岡崎碧南線・愛知県道50号名古屋碧南線（碧南駅西交差点）

## 周辺
- 名鉄三河線（海線） 碧南駅

## 別名
- 碧南駅前通り（碧南市）